# نيكولا بير (سياسية)
نيكولا بير (بالألمانية: Nicola Beer) (مواليد 23 يناير 1970 فيسبادن)؛ سياسية ألمانية من الحزب الديمقراطي الحر (FDP) عضوة في البرلمان الأوروبي وتشغل منصب نائبة رئيسه منذ يوليو 2019.

## وصلات خارجية
- نيكولا بير على موقع مونزينجر (الألمانية)